# Kanton Montmirey-le-Château
Kanton Montmirey-le-Château (francouzsky Canton de Montmirey-le-Château) je francouzský kanton v departementu Jura v regionu Franche-Comté. Tvoří ho 13 obcí.

## Obce kantonu
- Brans
- Champagney
- Chevigny
- Dammartin-Marpain
- Frasne-les-Meulières
- Moissey
- Montmirey-la-Ville
- Montmirey-le-Château
- Mutigney
- Offlanges
- Peintre
- Pointre
- Thervay